# Jimmy Reed
Mathis James „Jimmy“ Reed (6. září 1925 Dunleith, Mississippi, USA – 29. srpna 1976 Oakland, Kalifornie, USA) byl americký bluesový zpěvák, hráč na foukací harmoniku a kytarista. Jako svůj vzor ho označili například The Rolling Stones, Elvis Presley nebo Billy Gibbons. V roce 1980 byl jako jeden z prvních uveden do Blues Hall of Fame. V roce 1991 byl uveden do Rock and Roll Hall of Fame.